# Top League (2007/2008)
Top League 2007/2008 – piąta edycja Top League, najwyższego poziomu rozgrywek w rugby union w Japonii. Organizowane przez Japan Rugby Football Union zawody odbyły się w dniach 26 października 2007 – 24 lutego 2008 roku, a tytułu bronił zespół Toshiba Brave Lupus.
Zawody zostały rozegrane systemem kołowym w ramach jednej grupy w czternastozespołowej obsadzie. Drugą fazę rozgrywek wyłaniającą mistrza kraju stanowiła faza pucharowa w postaci Microsoft Cup. W fazie zasadniczej najlepsi byli zawodnicy Sanyo Wild Knights, którzy w finale play-off ulegli drużynie Suntory Sungoliath. Najwięcej punktów w zawodach zdobył Shotaro Onishi reprezentujący zespół Yamaha, a w klasyfikacji przyłożeń zwyciężył zawodnik Sanyo Tomoki Kitagawa. Za MVP zarówno sezonu zasadniczego, jak i Microsoft Cup został uznany Hirotoki Onozawa.

## Faza zasadnicza
| 26 października 200719:30 | Toshiba Brave Lupus | 3:10(0:3) | Suntory Sungoliath | Chichibunomiya Rugby Stadium, Tokio Widzów: 9 037 |
| 26 października 200719:30 |                     | 3:10(0:3) |                    | Chichibunomiya Rugby Stadium, Tokio Widzów: 9 037 |

| 27 października 200713:00 | Sanyo Wild Knights | 19:6(12:6) | Kubota Spears | Otashi Sports Park, Ōta Widzów: 1 850 |
| 27 października 200713:00 |                    | 19:6(12:6) |               | Otashi Sports Park, Ōta Widzów: 1 850 |

| 27 października 200714:03 | Yamaha Júbilo | 26:20(10:7) | Toyota Verblitz | Yamaha Stadium, Iwata Widzów: 9 620 |
| 27 października 200714:03 |               | 26:20(10:7) |                 | Yamaha Stadium, Iwata Widzów: 9 620 |

| 27 października 200719:00 | Ricoh Black Rams | 9:3(6:0) | IBM Big Blue | Chichibunomiya Rugby Stadium, Tokio Widzów: 1 077 |
| 27 października 200719:00 |                  | 9:3(6:0) |              | Chichibunomiya Rugby Stadium, Tokio Widzów: 1 077 |

| 28 października 200712:00 | Kyuden Voltex | 37:15(22:10) | Mitsubishi Dynaboars | Level-5 Stadium, Fukuoka Widzów: 6 500 |
| 28 października 200712:00 |               | 37:15(22:10) |                      | Level-5 Stadium, Fukuoka Widzów: 6 500 |

| 28 października 200713:00 | Kobelco Steelers | 36:21(26:14) | NEC Green Rockets | Kintetsu Hanazono Rugby Stadium, Higashiōsaka Widzów: 8 749 |
| 28 października 200713:00 |                  | 36:21(26:14) |                   | Kintetsu Hanazono Rugby Stadium, Higashiōsaka Widzów: 8 749 |

| 28 października 200714:00 | Fukuoka Sanix Blues | 17:13(5:13) | Coca-Cola West Red Sparks | Level-5 Stadium, Fukuoka Widzów: 7 656 |
| 28 października 200714:00 |                     | 17:13(5:13) |                           | Level-5 Stadium, Fukuoka Widzów: 7 656 |

| 3 listopada 200712:00 | Yamaha Júbilo | 19:23(5:23) | NEC Green Rockets | Mizuho Rugby Stadium, Nagoja Widzów: 4 019 |
| 3 listopada 200712:00 |               | 19:23(5:23) |                   | Mizuho Rugby Stadium, Nagoja Widzów: 4 019 |

| 3 listopada 200712:00 | Coca-Cola West Red Sparks | 25:13(3:10) | Kubota Spears | Kintetsu Hanazono Rugby Stadium, Higashiōsaka Widzów: 2 550 |
| 3 listopada 200712:00 |                           | 25:13(3:10) |               | Kintetsu Hanazono Rugby Stadium, Higashiōsaka Widzów: 2 550 |

| 3 listopada 200714:00 | Toyota Verblitz | 59:10(5:10) | Mitsubishi Dynaboars | Mizuho Rugby Stadium, Nagoja Widzów: 5 635 |
| 3 listopada 200714:00 |                 | 59:10(5:10) |                      | Mizuho Rugby Stadium, Nagoja Widzów: 5 635 |

| 3 listopada 200714:00 | Sanyo Wild Knights | 72:5(39:0) | Fukuoka Sanix Blues | Kintetsu Hanazono Rugby Stadium, Higashiōsaka Widzów: 3 461 |
| 3 listopada 200714:00 |                    | 72:5(39:0) |                     | Kintetsu Hanazono Rugby Stadium, Higashiōsaka Widzów: 3 461 |

| 4 listopada 200712:03 | IBM Big Blue | 13:52(3:24) | Suntory Sungoliath | Chichibunomiya Rugby Stadium, Tokio Widzów: 5 295 |
| 4 listopada 200712:03 |              | 13:52(3:24) |                    | Chichibunomiya Rugby Stadium, Tokio Widzów: 5 295 |

| 4 listopada 200714:03 | Toshiba Brave Lupus | 40:24(26:10) | Ricoh Black Rams | Chichibunomiya Rugby Stadium, Tokio Widzów: 6 480 |
| 4 listopada 200714:03 |                     | 40:24(26:10) |                  | Chichibunomiya Rugby Stadium, Tokio Widzów: 6 480 |

| 4 listopada 200714:00 | Kobelco Steelers | 33:31(14:14) | Kyuden Voltex | Nishikyogoku Athletic Stadium, Kioto Widzów: 3 158 |
| 4 listopada 200714:00 |                  | 33:31(14:14) |               | Nishikyogoku Athletic Stadium, Kioto Widzów: 3 158 |

| 10 listopada 200712:00 | NEC Green Rockets | 38:22(13:17) | Kyuden Voltex | Morioka South Park Playing Field, Morioka Widzów: 1 514 |
| 10 listopada 200712:00 |                   | 38:22(13:17) |               | Morioka South Park Playing Field, Morioka Widzów: 1 514 |

| 10 listopada 200712:00 | Suntory Sungoliath | 22:23(15:6) | Coca-Cola West Red Sparks | Kintetsu Hanazono Rugby Stadium, Higashiōsaka Widzów: 3 439 |
| 10 listopada 200712:00 |                    | 22:23(15:6) |                           | Kintetsu Hanazono Rugby Stadium, Higashiōsaka Widzów: 3 439 |

| 10 listopada 200714:01 | Ricoh Black Rams | 10:39(10:17) | Sanyo Wild Knights | Morioka South Park Playing Field, Morioka Widzów: 2 269 |
| 10 listopada 200714:01 |                  | 10:39(10:17) |                    | Morioka South Park Playing Field, Morioka Widzów: 2 269 |

| 10 listopada 200714:00 | Toyota Verblitz | 37:30(29:6) | IBM Big Blue | Mizuho Rugby Stadium, Nagoja Widzów: 2 163 |
| 10 listopada 200714:00 |                 | 37:30(29:6) |              | Mizuho Rugby Stadium, Nagoja Widzów: 2 163 |

| 10 listopada 200714:00 | Kobelco Steelers | 54:7(19:7) | Mitsubishi Dynaboars | Kintetsu Hanazono Rugby Stadium, Higashiōsaka Widzów: 5 028 |
| 10 listopada 200714:00 |                  | 54:7(19:7) |                      | Kintetsu Hanazono Rugby Stadium, Higashiōsaka Widzów: 5 028 |

| 10 listopada 200717:01 | Kubota Spears | 7:14(7:6) | Yamaha Júbilo | Chichibunomiya Rugby Stadium, Tokio Widzów: 2 292 |
| 10 listopada 200717:01 |               | 7:14(7:6) |               | Chichibunomiya Rugby Stadium, Tokio Widzów: 2 292 |

| 10 listopada 200719:01 | Toshiba Brave Lupus | 28:12(21:0) | Fukuoka Sanix Blues | Chichibunomiya Rugby Stadium, Tokio Widzów: 2 862 |
| 10 listopada 200719:01 |                     | 28:12(21:0) |                     | Chichibunomiya Rugby Stadium, Tokio Widzów: 2 862 |

| 17 listopada 200714:00 | Kubota Spears | 21:28(11:14) | Kobelco Steelers | Big Swan Stadium, Niigata Widzów: 2 754 |
| 17 listopada 200714:00 |               | 21:28(11:14) |                  | Big Swan Stadium, Niigata Widzów: 2 754 |

| 17 listopada 200714:00 | Ricoh Black Rams | 22:43(5:31) | Suntory Sungoliath | Nippatsu Mitsuzawa Stadium, Jokohama Widzów: 2 535 |
| 17 listopada 200714:00 |                  | 22:43(5:31) |                    | Nippatsu Mitsuzawa Stadium, Jokohama Widzów: 2 535 |

| 17 listopada 200714:00 | Kyuden Voltex | 22:27(5:22) | Toyota Verblitz | Pocarisweat Stadium, Naruto Widzów: 2 282 |
| 17 listopada 200714:00 |               | 22:27(5:22) |                 | Pocarisweat Stadium, Naruto Widzów: 2 282 |

| 18 listopada 200712:00 | Coca-Cola West Red Sparks | 16:43(6:12) | Toshiba Brave Lupus | Miyazaki City Ikimenomori Sports Park, Miyazaki Widzów: 3 360 |
| 18 listopada 200712:00 |                           | 16:43(6:12) |                     | Miyazaki City Ikimenomori Sports Park, Miyazaki Widzów: 3 360 |

| 18 listopada 200713:00 | Sanyo Wild Knights | 57:21(33:7) | IBM Big Blue | Otashi Sports Park, Ōta Widzów: 2 897 |
| 18 listopada 200713:00 |                    | 57:21(33:7) |              | Otashi Sports Park, Ōta Widzów: 2 897 |

| 18 listopada 200713:02 | NEC Green Rockets | 57:34(33:3) | Mitsubishi Dynaboars | Kashiwanoha Park Stadium, Kashiwa Widzów: 4 149 |
| 18 listopada 200713:02 |                   | 57:34(33:3) |                      | Kashiwanoha Park Stadium, Kashiwa Widzów: 4 149 |

| 18 listopada 200714:00 | Fukuoka Sanix Blues | 7:5(7:5) | Yamaha Júbilo | Miyazaki City Ikimenomori Sports Park, Miyazaki Widzów: 4 050 |
| 18 listopada 200714:00 |                     | 7:5(7:5) |               | Miyazaki City Ikimenomori Sports Park, Miyazaki Widzów: 4 050 |

| 1 grudnia 200712:01 | IBM Big Blue | 23:12(5:12) | Fukuoka Sanix Blues | Chichibunomiya Rugby Stadium, Tokio Widzów: 2 804 |
| 1 grudnia 200712:01 |              | 23:12(5:12) |                     | Chichibunomiya Rugby Stadium, Tokio Widzów: 2 804 |

| 1 grudnia 200714:01 | Suntory Sungoliath | 50:10(29:3) | Mitsubishi Dynaboars | Chichibunomiya Rugby Stadium, Tokio Widzów: 4 187 |
| 1 grudnia 200714:01 |                    | 50:10(29:3) |                      | Chichibunomiya Rugby Stadium, Tokio Widzów: 4 187 |

| 1 grudnia 200714:00 | Toyota Verblitz | 61:20(36:15) | Ricoh Black Rams | Kochi Haruno Athletic Stadium, Haruno Widzów: 1 337 |
| 1 grudnia 200714:00 |                 | 61:20(36:15) |                  | Kochi Haruno Athletic Stadium, Haruno Widzów: 1 337 |

| 2 grudnia 200712:00 | Coca-Cola West Red Sparks | 18:39(15:20) | Yamaha Júbilo | Kagoshima Kamoike Stadium, Kagoshima Widzów: 3 300 |
| 2 grudnia 200712:00 |                           | 18:39(15:20) |               | Kagoshima Kamoike Stadium, Kagoshima Widzów: 3 300 |

| 2 grudnia 200713:02 | Sanyo Wild Knights | 57:24(26:0) | Kobelco Steelers | Momotaro Stadium, Okayama Widzów: 3 650 |
| 2 grudnia 200713:02 |                    | 57:24(26:0) |                  | Momotaro Stadium, Okayama Widzów: 3 650 |

| 2 grudnia 200714:00 | Kubota Spears | 11:13(8:3) | NEC Green Rockets | Matsumotodaira Football Stadium, Matsumoto Widzów: 1 497 |
| 2 grudnia 200714:00 |               | 11:13(8:3) |                   | Matsumotodaira Football Stadium, Matsumoto Widzów: 1 497 |

| 2 grudnia 200714:00 | Kyuden Voltex | 19:34(12:17) | Toshiba Brave Lupus | Kagoshima Kamoike Stadium, Kagoshima Widzów: 5 053 |
| 2 grudnia 200714:00 |               | 19:34(12:17) |                     | Kagoshima Kamoike Stadium, Kagoshima Widzów: 5 053 |

| 8 grudnia 200712:02 | Kubota Spears | 30:14(15:14) | Ricoh Black Rams | Chichibunomiya Rugby Stadium, Tokio Widzów: 4 306 |
| 8 grudnia 200712:02 |               | 30:14(15:14) |                  | Chichibunomiya Rugby Stadium, Tokio Widzów: 4 306 |

| 8 grudnia 200712:00 | IBM Big Blue | 17:39(12:15) | Yamaha Júbilo | Kintetsu Hanazono Rugby Stadium, Higashiōsaka Widzów: 2 687 |
| 8 grudnia 200712:00 |              | 17:39(12:15) |               | Kintetsu Hanazono Rugby Stadium, Higashiōsaka Widzów: 2 687 |

| 8 grudnia 200714:02 | Mitsubishi Dynaboars | 26:59(7:33) | Toshiba Brave Lupus | Chichibunomiya Rugby Stadium, Tokio Widzów: 5 607 |
| 8 grudnia 200714:02 |                      | 26:59(7:33) |                     | Chichibunomiya Rugby Stadium, Tokio Widzów: 5 607 |

| 8 grudnia 200714:00 | Kobelco Steelers | 27:16(14:0) | Coca-Cola West Red Sparks | Kintetsu Hanazono Rugby Stadium, Higashiōsaka Widzów: 4 394 |
| 8 grudnia 200714:00 |                  | 27:16(14:0) |                           | Kintetsu Hanazono Rugby Stadium, Higashiōsaka Widzów: 4 394 |

| 9 grudnia 200712:00 | Fukuoka Sanix Blues | 0:45(0:21) | NEC Green Rockets | KKWing Stadium, Kumamoto Widzów: 3 228 |
| 9 grudnia 200712:00 |                     | 0:45(0:21) |                   | KKWing Stadium, Kumamoto Widzów: 3 228 |

| 9 grudnia 200713:06 | Toyota Verblitz | 25:26(22:7) | Sanyo Wild Knights | Kose Sports Park Stadium, Kōfu Widzów: 4 727 |
| 9 grudnia 200713:06 |                 | 25:26(22:7) |                    | Kose Sports Park Stadium, Kōfu Widzów: 4 727 |

| 9 grudnia 200714:00 | Kyuden Voltex | 23:61(16:21) | Suntory Sungoliath | KKWing Stadium, Kumamoto Widzów: 5 209 |
| 9 grudnia 200714:00 |               | 23:61(16:21) |                    | KKWing Stadium, Kumamoto Widzów: 5 209 |

| 15 grudnia 200712:02 | Ricoh Black Rams | 7:33(7:14) | NEC Green Rockets | Chichibunomiya Rugby Stadium, Tokio Widzów: 3 481 |
| 15 grudnia 200712:02 |                  | 7:33(7:14) |                   | Chichibunomiya Rugby Stadium, Tokio Widzów: 3 481 |

| 15 grudnia 200713:00 | Toyota Verblitz | 15:19(5:7) | Kubota Spears | Ojiyama Stadium, Ōtsu Widzów: 2 384 |
| 15 grudnia 200713:00 |                 | 15:19(5:7) |               | Ojiyama Stadium, Ōtsu Widzów: 2 384 |

| 15 grudnia 200713:00 | Kobelco Steelers | 14:31(7:12) | Suntory Sungoliath | Home's Stadium Kobe, Kobe Widzów: 9 368 |
| 15 grudnia 200713:00 |                  | 14:31(7:12) |                    | Home's Stadium Kobe, Kobe Widzów: 9 368 |

| 15 grudnia 200714:01 | Kyuden Voltex | 22:47(5:21) | Yamaha Júbilo | Chichibunomiya Rugby Stadium, Tokio Widzów: 4 426 |
| 15 grudnia 200714:01 |               | 22:47(5:21) |               | Chichibunomiya Rugby Stadium, Tokio Widzów: 4 426 |

| 16 grudnia 200712:00 | Coca-Cola West Red Sparks | 13:10(3:10) | IBM Big Blue | Kakidomari Stadium, Nagasaki Widzów: 3 066 |
| 16 grudnia 200712:00 |                           | 13:10(3:10) |              | Kakidomari Stadium, Nagasaki Widzów: 3 066 |

| 16 grudnia 200713:00 | Toshiba Brave Lupus | 0:41(0:13) | Sanyo Wild Knights | Tochigi Green Stadium, Utsunomiya Widzów: 4 380 |
| 16 grudnia 200713:00 |                     | 0:41(0:13) |                    | Tochigi Green Stadium, Utsunomiya Widzów: 4 380 |

| 16 grudnia 200714:00 | Fukuoka Sanix Blues | 17:10(10:0) | Mitsubishi Dynaboars | Kakidomari Stadium, Nagasaki Widzów: 3 550 |
| 16 grudnia 200714:00 |                     | 17:10(10:0) |                      | Kakidomari Stadium, Nagasaki Widzów: 3 550 |

| 22 grudnia 200713:00 | Sanyo Wild Knights | 35:24(14:10) | Suntory Sungoliath | Otashi Sports Park, Ōta Widzów: 4 053 |
| 22 grudnia 200713:00 |                    | 35:24(14:10) |                    | Otashi Sports Park, Ōta Widzów: 4 053 |

| 22 grudnia 200713:00 | Fukuoka Sanix Blues | 13:20(6:13) | Toyota Verblitz | Ehime Prefectural Sports Park Stadium, Matsuyama Widzów: 1 618 |
| 22 grudnia 200713:00 |                     | 13:20(6:13) |                 | Ehime Prefectural Sports Park Stadium, Matsuyama Widzów: 1 618 |

| 22 grudnia 200714:01 | Mitsubishi Dynaboars | 14:64(0:40) | Kubota Spears | Chichibunomiya Rugby Stadium, Tokio Widzów: 2 131 |
| 22 grudnia 200714:01 |                      | 14:64(0:40) |               | Chichibunomiya Rugby Stadium, Tokio Widzów: 2 131 |

| 22 grudnia 200714:02 | Toshiba Brave Lupus | 36:17(10:5) | Kobelco Steelers | Ajinomoto Stadium, Chōfu Widzów: 4 152 |
| 22 grudnia 200714:02 |                     | 36:17(10:5) |                  | Ajinomoto Stadium, Chōfu Widzów: 4 152 |

| 22 grudnia 200714:03 | Yamaha Júbilo | 58:3(30:3) | Ricoh Black Rams | Yamaha Stadium, Iwata Widzów: 5 551 |
| 22 grudnia 200714:03 |               | 58:3(30:3) |                  | Yamaha Stadium, Iwata Widzów: 5 551 |

| 22 grudnia 200714:00 | Coca-Cola West Red Sparks | 16:20(6:5) | Kyuden Voltex | Level-5 Stadium, Fukuoka Widzów: 3 904 |
| 22 grudnia 200714:00 |                           | 16:20(6:5) |               | Level-5 Stadium, Fukuoka Widzów: 3 904 |

| 24 grudnia 200713:02 | IBM Big Blue | 14:21(11:0) | NEC Green Rockets | Fukuda Denshi Arena, Chiba Widzów: 2 120 |
| 24 grudnia 200713:02 |              | 14:21(11:0) |                   | Fukuda Denshi Arena, Chiba Widzów: 2 120 |

| 5 stycznia 200812:03 | Mitsubishi Dynaboars | 15:39(10:24) | Ricoh Black Rams | Chichibunomiya Rugby Stadium, Tokio Widzów: 3 170 |
| 5 stycznia 200812:03 |                      | 15:39(10:24) |                  | Chichibunomiya Rugby Stadium, Tokio Widzów: 3 170 |

| 5 stycznia 200812:00 | Kyuden Voltex | 10:36(7:19) | IBM Big Blue | Level-5 Stadium, Fukuoka Widzów: 3 783 |
| 5 stycznia 200812:00 |               | 10:36(7:19) |              | Level-5 Stadium, Fukuoka Widzów: 3 783 |

| 5 stycznia 200814:00 | Suntory Sungoliath | 55:26(26:5) | Fukuoka Sanix Blues | Chichibunomiya Rugby Stadium, Tokio Widzów: 3 939 |
| 5 stycznia 200814:00 |                    | 55:26(26:5) |                     | Chichibunomiya Rugby Stadium, Tokio Widzów: 3 939 |

| 5 stycznia 200814:03 | Yamaha Júbilo | 28:31(28:14) | Kobelco Steelers | Yamaha Stadium, Iwata Widzów: 8 348 |
| 5 stycznia 200814:03 |               | 28:31(28:14) |                  | Yamaha Stadium, Iwata Widzów: 8 348 |

| 5 stycznia 200814:00 | Coca-Cola West Red Sparks | 19:55(12:20) | Sanyo Wild Knights | Level-5 Stadium, Fukuoka Widzów: 4 533 |
| 5 stycznia 200814:00 |                           | 19:55(12:20) |                    | Level-5 Stadium, Fukuoka Widzów: 4 533 |

| 6 stycznia 200812:02 | NEC Green Rockets | 24:40(10:20) | Toyota Verblitz | Chichibunomiya Rugby Stadium, Tokio Widzów: 6 477 |
| 6 stycznia 200812:02 |                   | 24:40(10:20) |                 | Chichibunomiya Rugby Stadium, Tokio Widzów: 6 477 |

| 6 stycznia 200814:03 | Toshiba Brave Lupus | 33:17(19:3) | Kubota Spears | Chichibunomiya Rugby Stadium, Tokio Widzów: 7 953 |
| 6 stycznia 200814:03 |                     | 33:17(19:3) |               | Chichibunomiya Rugby Stadium, Tokio Widzów: 7 953 |

| 13 stycznia 200812:01 | IBM Big Blue | 8:45(0:19) | Toshiba Brave Lupus | Chichibunomiya Rugby Stadium, Tokio Widzów: 3 433 |
| 13 stycznia 200812:01 |              | 8:45(0:19) |                     | Chichibunomiya Rugby Stadium, Tokio Widzów: 3 433 |

| 13 stycznia 200813:00 | NEC Green Rockets | 8:19(8:5) | Suntory Sungoliath | Kashiwanoha Park Stadium, Kashiwa Widzów: 4 569 |
| 13 stycznia 200813:00 |                   | 8:19(8:5) |                    | Kashiwanoha Park Stadium, Kashiwa Widzów: 4 569 |

| 13 stycznia 200813:03 | Kobelco Steelers | 7:45(0:32) | Toyota Verblitz | Home's Stadium Kobe, Kobe Widzów: 9 532 |
| 13 stycznia 200813:03 |                  | 7:45(0:32) |                 | Home's Stadium Kobe, Kobe Widzów: 9 532 |

| 13 stycznia 200814:02 | Ricoh Black Rams | 6:10(6:0) | Coca-Cola West Red Sparks | Chichibunomiya Rugby Stadium, Tokio Widzów: 4 546 |
| 13 stycznia 200814:02 |                  | 6:10(6:0) |                           | Chichibunomiya Rugby Stadium, Tokio Widzów: 4 546 |

| 13 stycznia 200814:00 | Yamaha Júbilo | 96:0(60:0) | Mitsubishi Dynaboars | Gifu Nagaragawa Stadium, Gifu Widzów: 1 770 |
| 13 stycznia 200814:00 |               | 96:0(60:0) |                      | Gifu Nagaragawa Stadium, Gifu Widzów: 1 770 |

| 14 stycznia 200812:00 | Kubota Spears | 17:33(17:6) | Fukuoka Sanix Blues | Kintetsu Hanazono Rugby Stadium, Higashiōsaka Widzów: 2 733 |
| 14 stycznia 200812:00 |               | 17:33(17:6) |                     | Kintetsu Hanazono Rugby Stadium, Higashiōsaka Widzów: 2 733 |

| 14 stycznia 200814:00 | Sanyo Wild Knights | 52:7(9:7) | Kyuden Voltex | Kintetsu Hanazono Rugby Stadium, Higashiōsaka Widzów: 3 619 |
| 14 stycznia 200814:00 |                    | 52:7(9:7) |               | Kintetsu Hanazono Rugby Stadium, Higashiōsaka Widzów: 3 619 |

| 19 stycznia 200812:01 | Mitsubishi Dynaboars | 17:45(12:24) | IBM Big Blue | Chichibunomiya Rugby Stadium, Tokio Widzów: 4 383 |
| 19 stycznia 200812:01 |                      | 17:45(12:24) |              | Chichibunomiya Rugby Stadium, Tokio Widzów: 4 383 |

| 19 stycznia 200813:00 | Kobelco Steelers | 26:17(21:0) | Ricoh Black Rams | Home's Stadium Kobe, Kobe Widzów: 5 703 |
| 19 stycznia 200813:00 |                  | 26:17(21:0) |                  | Home's Stadium Kobe, Kobe Widzów: 5 703 |

| 19 stycznia 200814:02 | NEC Green Rockets | 33:21(5:21) | Toshiba Brave Lupus | Chichibunomiya Rugby Stadium, Tokio Widzów: 7 013 |
| 19 stycznia 200814:02 |                   | 33:21(5:21) |                     | Chichibunomiya Rugby Stadium, Tokio Widzów: 7 013 |

| 19 stycznia 200814:00 | Toyota Verblitz | 53:24(25:0) | Coca-Cola West Red Sparks | Toyota Stadium, Toyota Widzów: 6 077 |
| 19 stycznia 200814:00 |                 | 53:24(25:0) |                           | Toyota Stadium, Toyota Widzów: 6 077 |

| 20 stycznia 200813:00 | Sanyo Wild Knights | 40:10(23:10) | Yamaha Júbilo | Otashi Sports Park, Ōta Widzów: 4 156 |
| 20 stycznia 200813:00 |                    | 40:10(23:10) |               | Otashi Sports Park, Ōta Widzów: 4 156 |

| 20 stycznia 200813:00 | Suntory Sungoliath | 24:14(5:7) | Kubota Spears | Kintetsu Hanazono Rugby Stadium, Higashiōsaka Widzów: 2 844 |
| 20 stycznia 200813:00 |                    | 24:14(5:7) |               | Kintetsu Hanazono Rugby Stadium, Higashiōsaka Widzów: 2 844 |

| 20 stycznia 200813:00 | Fukuoka Sanix Blues | 5:13(5:3) | Kyuden Voltex | Global Arena, Munakata Widzów: 2 814 |
| 20 stycznia 200813:00 |                     | 5:13(5:3) |               | Global Arena, Munakata Widzów: 2 814 |

| 26 stycznia 200812:00 | Ricoh Black Rams | 17:20(10:8) | Kyuden Voltex | Chichibunomiya Rugby Stadium, Tokio Widzów: 4 552 |
| 26 stycznia 200812:00 |                  | 17:20(10:8) |               | Chichibunomiya Rugby Stadium, Tokio Widzów: 4 552 |

| 26 stycznia 200812:00 | Coca-Cola West Red Sparks | 27:35(19:14) | NEC Green Rockets | Kintetsu Hanazono Rugby Stadium, Higashiōsaka Widzów: 3 399 |
| 26 stycznia 200812:00 |                           | 27:35(19:14) |                   | Kintetsu Hanazono Rugby Stadium, Higashiōsaka Widzów: 3 399 |

| 26 stycznia 200814:01 | Suntory Sungoliath | 31:7(19:0) | Yamaha Júbilo | Chichibunomiya Rugby Stadium, Tokio Widzów: 6 413 |
| 26 stycznia 200814:01 |                    | 31:7(19:0) |               | Chichibunomiya Rugby Stadium, Tokio Widzów: 6 413 |

| 26 stycznia 200814:00 | Toyota Verblitz | 19:17(0:3) | Toshiba Brave Lupus | Kintetsu Hanazono Rugby Stadium, Higashiōsaka Widzów: 4 876 |
| 26 stycznia 200814:00 |                 | 19:17(0:3) |                     | Kintetsu Hanazono Rugby Stadium, Higashiōsaka Widzów: 4 876 |

| 27 stycznia 200812:02 | Fukuoka Sanix Blues | 12:52(5:19) | Kobelco Steelers | Chichibunomiya Rugby Stadium, Tokio Widzów: 3 774 |
| 27 stycznia 200812:02 |                     | 12:52(5:19) |                  | Chichibunomiya Rugby Stadium, Tokio Widzów: 3 774 |

| 27 stycznia 200814:01 | Mitsubishi Dynaboars | 12:66(0:40) | Sanyo Wild Knights | Chichibunomiya Rugby Stadium, Tokio Widzów: 4 645 |
| 27 stycznia 200814:01 |                      | 12:66(0:40) |                    | Chichibunomiya Rugby Stadium, Tokio Widzów: 4 645 |

| 27 stycznia 200814:02 | Kubota Spears | 19:10(14:0) | IBM Big Blue | Kumagaya Rugby Ground, Kumagaya Widzów: 1 065 |
| 27 stycznia 200814:02 |               | 19:10(14:0) |              | Kumagaya Rugby Ground, Kumagaya Widzów: 1 065 |

| 2 lutego 200812:00 | Coca-Cola West Red Sparks | 67:12(34:0) | Mitsubishi Dynaboars | Level-5 Stadium, Fukuoka Widzów: 2 271 |
| 2 lutego 200812:00 |                           | 67:12(34:0) |                      | Level-5 Stadium, Fukuoka Widzów: 2 271 |

| 2 lutego 200814:04 | Yamaha Júbilo | 21:39(7:26) | Toshiba Brave Lupus | Yamaha Stadium, Iwata Widzów: 5 718 |
| 2 lutego 200814:04 |               | 21:39(7:26) |                     | Yamaha Stadium, Iwata Widzów: 5 718 |

| 2 lutego 200814:00 | Fukuoka Sanix Blues | 21:29(0:29) | Ricoh Black Rams | Level-5 Stadium, Fukuoka Widzów: 3 411 |
| 2 lutego 200814:00 |                     | 21:29(0:29) |                  | Level-5 Stadium, Fukuoka Widzów: 3 411 |

| 3 lutego 200812:02 | Kubota Spears | 27:20(5:12) | Kyuden Voltex | Kintetsu Hanazono Rugby Stadium, Higashiōsaka Widzów: 3 378 |
| 3 lutego 200812:02 |               | 27:20(5:12) |               | Kintetsu Hanazono Rugby Stadium, Higashiōsaka Widzów: 3 378 |

| 3 lutego 200814:02 | Kobelco Steelers | 28:26(21:11) | IBM Big Blue | Kintetsu Hanazono Rugby Stadium, Higashiōsaka Widzów: 5 009 |
| 3 lutego 200814:02 |                  | 28:26(21:11) |              | Kintetsu Hanazono Rugby Stadium, Higashiōsaka Widzów: 5 009 |

| 9 lutego 200812:06 | NEC Green Rockets | 7:34(0:7) | Sanyo Wild Knights | Chichibunomiya Rugby Stadium, Tokio Widzów: 6 321 |
| 9 lutego 200812:06 |                   | 7:34(0:7) |                    | Chichibunomiya Rugby Stadium, Tokio Widzów: 6 321 |

| 9 lutego 200814:06 | Suntory Sungoliath | 31:31(0:24) | Toyota Verblitz | Chichibunomiya Rugby Stadium, Tokio Widzów: 7 291 |
| 9 lutego 200814:06 |                    | 31:31(0:24) |                 | Chichibunomiya Rugby Stadium, Tokio Widzów: 7 291 |

## Microsoft Cup
|  |                     |                     |                    |                    |    |                    |                    |       |
|  | Półfinał            | Półfinał            | Półfinał           |                    |    | Finał              | Finał              | Finał |
|  | Półfinał            | Półfinał            | Półfinał           |                    |    | Finał              | Finał              | Finał |
|  | 17 lutego 2008      |                     |                    |                    |    |                    |                    |       |
|  |                     |                     |                    |                    |    |                    |                    |       |
|  | Sanyo Wild Knights  | Sanyo Wild Knights  | 25                 |                    |    |                    |                    |       |
|  | Sanyo Wild Knights  | Sanyo Wild Knights  | 25                 | 24 lutego 2008     |    |                    |                    |       |
|  | Toshiba Brave Lupus | Toshiba Brave Lupus | 21                 |                    |    |                    |                    |       |
|  | Toshiba Brave Lupus | Toshiba Brave Lupus | 21                 |                    |    | Sanyo Wild Knights | Sanyo Wild Knights | 10    |
|  | 17 lutego 2008      |                     |                    |                    |    | Sanyo Wild Knights | Sanyo Wild Knights | 10    |
|  |                     |                     | Suntory Sungoliath | Suntory Sungoliath | 14 |                    |                    |       |
|  | Toyota Verblitz     | Toyota Verblitz     | Suntory Sungoliath | Suntory Sungoliath | 14 | 10                 |                    |       |
|  | Toyota Verblitz     | Toyota Verblitz     |                    |                    |    |                    |                    |       |
|  | Suntory Sungoliath  | Suntory Sungoliath  | 33                 |                    |    |                    |                    |       |
|  | Suntory Sungoliath  | Suntory Sungoliath  | 33                 |                    |    |                    |                    |       |

| 17 lutego 200814:02 | Sanyo Wild Knights | 25:21(3:8) | Toshiba Brave Lupus | Chichibunomiya Rugby Stadium, Tokio Widzów: 12 330 |
| 17 lutego 200814:02 |                    | 25:21(3:8) |                     | Chichibunomiya Rugby Stadium, Tokio Widzów: 12 330 |

| 17 lutego 200814:01 | Toyota Verblitz | 10:33(10:21) | Suntory Sungoliath | Kintetsu Hanazono Rugby Stadium, Higashiōsaka Widzów: 5 887 |
| 17 lutego 200814:01 |                 | 10:33(10:21) |                    | Kintetsu Hanazono Rugby Stadium, Higashiōsaka Widzów: 5 887 |

| 24 lutego 200814:04 | Sanyo Wild Knights | 10:14(10:7) | Suntory Sungoliath | Chichibunomiya Rugby Stadium, Tokio Widzów: 14 495 |
| 24 lutego 200814:04 |                    | 10:14(10:7) |                    | Chichibunomiya Rugby Stadium, Tokio Widzów: 14 495 |

## Baraże

### Challenge 2
| 27 stycznia 200814:00 | Kintetsu Liners | 54:13(26:0) | Mazda Blue Zoomers | Kintetsu Hanazono Rugby Stadium, Higashiōsaka Widzów: 3 336 |
| 27 stycznia 200814:00 |                 | 54:13(26:0) |                    | Kintetsu Hanazono Rugby Stadium, Higashiōsaka Widzów: 3 336 |

| 2 lutego 200815:00 | Mazda Blue Zoomers | 0:50(0:28) | Yokogawa | Coca-Cola West Hiroshima Stadium, Hiroszima Widzów: 1 200 |
| 2 lutego 200815:00 |                    | 0:50(0:28) |          | Coca-Cola West Hiroshima Stadium, Hiroszima Widzów: 1 200 |

| 10 lutego 200814:01 | Yokogawa | 12:23(0:15) | Kintetsu Liners | Chichibunomiya Rugby Stadium, Tokio Widzów: 4 595 |
| 10 lutego 200814:01 |          | 12:23(0:15) |                 | Chichibunomiya Rugby Stadium, Tokio Widzów: 4 595 |

Bezpośrednio do Top League awansowały zespoły Kintetsu i Yokogawa, drużyna Mazda zyskała prawo gry w barażu z dwunastym zespołem obecnego sezonu.

### Challenge 1
| 27 stycznia 200812:00 | World Fighting Bull | 112:0(52:0) | Chugoku Electric Power | Kintetsu Hanazono Rugby Stadium, Higashiōsaka Widzów: 1 651 |
| 27 stycznia 200812:00 |                     | 112:0(52:0) |                        | Kintetsu Hanazono Rugby Stadium, Higashiōsaka Widzów: 1 651 |

| 2 lutego 200813:00 | Chugoku Electric Power | 5:80(5:38) | Secom Rugguts | Coca-Cola West Hiroshima Stadium, Hiroszima Widzów: 1 200 |
| 2 lutego 200813:00 |                        | 5:80(5:38) |               | Coca-Cola West Hiroshima Stadium, Hiroszima Widzów: 1 200 |

| 10 lutego 200812:01 | Secom Rugguts | 3:10(3:7) | World Fighting Bull | Chichibunomiya Rugby Stadium, Tokio Widzów: 2 150 |
| 10 lutego 200812:01 |               | 3:10(3:7) |                     | Chichibunomiya Rugby Stadium, Tokio Widzów: 2 150 |

Drużyna World Fighting Bull zyskała prawo gry w barażu z jedenastym zespołem obecnego sezonu.

### Baraże
| 9 marca 200813:06 | IBM Big Blue | 20:17(0:0) | World Fighting Bull | Chichibunomiya Rugby Stadium, Tokio Widzów: 2 214 |
| 9 marca 200813:06 |              | 20:17(0:0) |                     | Chichibunomiya Rugby Stadium, Tokio Widzów: 2 214 |

| 9 marca 200813:00 | Fukuoka Sanix Blues | 79:10(48:5) | Mazda Blue Zoomers | Level-5 Stadium, Fukuoka Widzów: 972 |
| 9 marca 200813:00 |                     | 79:10(48:5) |                    | Level-5 Stadium, Fukuoka Widzów: 972 |

Obydwa walczące o utrzymanie zespoły obroniły swoje miejsce w najwyższej klasie rozgrywkowej.

## Wyróżnienia indywidualne

### Najlepsza piętnastka sezonu
| Poz. |  | Zawodnik            |
| ---- |  | ------------------- |
| F    |  | Tatsukichi Nishiura |
| M    |  | Mitsugu Yamamoto    |
| F    |  | Tomokazu Soma       |
| Wsp  |  | Hitoshi Ono         |
| Wsp  |  | Tomoaki Taniguchi   |
| R    |  | Semisi Naevo        |
| R    |  | Philip O'Reilly     |
| WM   |  | Ryukoliniasi Holani |

| Poz. |  | Zawodnik          |
| ---- |  | ----------------- |
| ŁM   |  | Fumiaki Tanaka    |
| ŁA   |  | Tony Brown        |
| S    |  | Hirotoki Onozawa  |
| Ś    |  | Shotaro Onishi    |
| Ś    |  | Seiichi Shimomura |
| S    |  | Tomoki Kitagawa   |
| O    |  | Atsushi Tanabe    |

### Najlepiej punktujący
| Punkty | Nazwisko       | Drużyna             | Przyłożenia | Podwyższenia | Karne | Dropgole |
| ------ | -------------- | ------------------- | ----------- | ------------ | ----- | -------- |
| 139    | Shotaro Onishi | Yamaha Júbilo       | 4           | 40           | 13    | 0        |
| 138    | Hiroki Yoshida | Toshiba Brave Lupus | 5           | 46           | 7     | 0        |
| 137    | Tony Brown     | Sanyo Wild Knights  | 6           | 37           | 11    | 0        |
| 100    | Hiroki Mizuno  | Toyota Verblitz     | 7           | 19           | 9     | 0        |
| 96     | Takeshi Matsuo | NEC Green Rockets   | 3           | 30           | 6     | 1        |

| Poz. | Nazwisko                | Drużyna            | Przyłożenia |
| ---- | ----------------------- | ------------------ | ----------- |
| 1    | Tomoki Kitagawa         | Sanyo Wild Knights | 14          |
| 2    | Hirotoki Onozawa        | Suntory Sungoliath | 13          |
| 3    | Keita Katsumata         | IBM Big Blue       | 10          |
| 4    | Jaco van der Westhuyzen | NEC Green Rockets  | 9           |
| =    | Ryukoliniasi Holani     | Sanyo Wild Knights | 9           |

### Pozostałe nagrody
- MVP ligi – Hirotoki Onozawa
- MVP Microsoft Cup – Hirotoki Onozawa
- nowicjusz ligi – Fumiaki Tanaka
- najlepszy sędzia – George Ayoub
- nagroda specjalna – Masato Toyoda